# Haemophilus paraphrohaemolyticus
Espèce
Haemophilus paraphrohaemolyticus est une espèce de bactéries à Gram négatif de la famille des Pasteurellaceae dans le phylum des Pseudomonadota.

## Description
Les bactéries de cette espèce ont été découvertes dans la cavité buccale d'enfants hospitalisés à l'hôpital des enfants de Birmingham.

## Taxonomie
Le nom correct complet (avec auteur) de ce taxon est Haemophilus paraphrohaemolyticus Zinnemann et al. 1971.

### Étymologie
L'étymologie du nom de l'espèce H. paraphrohaemolyticus est la suivante : pa.ra.phro.hae.mo.ly.ti.cus. Gr. prep. para, à côté, proche, comme; N.L. aphro-, abréviation de l'épithète spécifique aphrophilus; Gr. neut. n. haîma, sang (translittération Latine haema; N.L. masc. adj. lyticus, capable de perdre, capable de dissoudre; du Gr. masc. adj. lytikos, dissolvant; N.L. masc. adj. paraphrohaemolyticus, avec l'intention de signifier comme Haemophilus aphrophilus, mais hémolytique.